# Paul Teutul senior
Paul John Teutul, (1er mai 1949 à Yonkers (New York)), est le fondateur d’Orange County Ironworks et d’Orange County Choppers. Teutul travaille avec ses fils Paul Teutul junior et Michael Teutul, qui devinrent des célébrités quand le Orange County Choppers devint le lieu de tournage de la série télévisée appelée American Chopper en 2002. Il est connu pour son amblyopie, qui est la raison pour laquelle il porte occasionnellement des lunettes de soleil. 

## Biographie
Teutul grandit à Yonkers (New York). Il est un vétéran de la Guerre du Viêt Nam anciennement dans l'United States Merchant Marine.
Dans certains épisodes d’American Chopper, Teutul a fait référence du passé concernant des abus de drogue et d'alcool. Il a déclaré qu'il consommait fréquemment de la marijuana et, d'après lui, « had basically done any drug around,. » Il sent que son alcoolisme influençait ses enfants à l'expérimenter aussi. Durant un épisode dans lequel Mikey interviewa l'équipe d'OCC pour le site web, il demanda à son père, « What is your best memory? » à laquelle Paul Sr. répondit, « Gettin' sober. » En plus, il a mentionné avoir manqué la majeure partie de l'enfance de ses enfants. Dans le livre écrit par les Teutul, « The Tale of the Teutuls », Paul senior révèle qu'il n'a pas connu quel était son deuxième prénom avant la trentaine, et il découvrit à la même période qu'il était juridiquement un « junior », et donc qu'il avait le même prénom que son père, mais le surnom de « senior » lui était déjà accolé.

## Carrière et réputation
Teutul commença sa carrière comme propriétaire d'Orange County Ironworks, appartenant dorénavant à son fils Daniel. Il commença à construire des motos personnalisées pour le plaisir après avoir été inspiré par les motos qu'il voyaient dans les rues ou dans les films. Sa première moto était appelée Ol Sunshine. En 1999, il fonda Orange County Choppers et commença à construire des motos destinées à la vente. Il s'est construit la réputation d'être un homme d'affaires difficile et ayant un tempérament obtus. Il est souvent vu au téléphone avec un fournisseur ou une compagnie en demandant des résultats plus rapides. Aucun détail concernant le fonctionnement de son magasin ne peut lui échapper et il n'a aucun remords à faire savoir à ses employés les choses qui peuvent lui déplaire. Il est aussi très attaché à la propreté, criant souvent (au moins durant les premiers épisodes d’American Chopper)  à propos de la désorganisation et de la propreté du magasin, au point d'être décrit par Michael comme étant "comme Martha Stewart sur une moto". Cependant, sa tendance pour la propreté et l'ordre n'est pas infaillible, il est aussi connus pour les diverses occasions où il a détruit des portes et quelques murs de son atelier, un trait de caractère qu'il partage avec Paul Jr., qui est fréquemment son partenaire lors de ces séances de destruction. Des véhicules comme sa Ford Expedition et quelques voiturettes de golf ont aussi été crashé dans des murs ou détruites avec d'autres objets, sans raison apparentes, avec ou sans la participation active de Paul Jr.
C'est aussi le créateur de la nouvelle ceinture de la WWE.

## Famille
En plus de ses fils Paul Teutul junior et Michael Teutul, il a aussi un autre fils, Daniel qui est le directeur général et le propriétaire d'Orange County Ironworks (Daniel est marié à Tara et est le père de deux enfants Gabriella et Danny Boy), et une fille appelée Cristin, qui est infirmière à Rochester (New York). Paul est divorcé d'avec Paula et il avait une petite amie nommée Beth Dillon.

## Tatouages
Paul Sr. est connu pour avoir des tatouages acquis petit à petit dans le but d'exprimer un sentiment ou pour faire des remarques. Par exemple, lorsqu'il devint frustré que la localisation d'OCC soit toujours confondue avec le Comté d'Orange en Californie il se fit faire un tatouage sur son bras gauche avec les mots OCC New York dans le but de faire la distinction. la pose du tatouage fut en partie retransmise dans un épisode d’American Chopper. Un autre exemple est le tatouage qu'il reçut d'Ami James, l'artiste renommé de tatouage du Miami Ink de la TLC, qui est un portrait de son bulldog anglais, Marty, pour aller avec le portrait de son Bullmastiff, Guss (Gussy) dont le nom réel est August, qu'il avait quelque temps plus tôt d'un autre artiste tatoueur sur son bras gauche,.

## Annexe

#### Famille
- Paul Teutul junior
- Daniel Teutul
- Michael Teutul
- Cristin Teutul

#### Collègues
- Vinnie DiMartino
- Rick Petko
- Jason Pohl
- Cody Connolly
- Nick Hansford
- Jim Quinn
- Christian Welter